# Pedro Malheiro
Pedro Malheiro, né le 21 janvier 2001 à Vila Verde (Portugal), est un footballeur portugais qui évolue au poste d'arrière droit au Al-Wasl FC.

## Biographie

### En club
Né à Vila Verde au Portugal, Pedro Malheiro commence le football dans le club local du Vilaverdense F.C. (en), puis il est formé au SC Braga et au FC Famalicão avant de rejoindre le Boavista FC. C'est avec ce club qu'il signe son premier contrat professionnel le 22 janvier 2020.
Malheiro joue son premier match en professionnel le 25 juillet 2021, lors d'une rencontre de coupe de la Ligue portugaise ace au CS Marítimo. Il est titularisé au poste d'arrière droit et son équipe l'emporte par un but à zéro. Il fait sa première apparition en première division portugaise le 9 août 2021, à l'occasion de la première journée de la saison 2021-2022, contre le Gil Vicente FC. Il est titularisé et son équipe s'incline par trois buts à zéro. Le 18 avril 2022, Malheiro prolonge son contrat avec Boavista jusqu'en juin 2025.
Malheiro inscrit son premier but en professionnel le 27 août 2023, lors d'une rencontre de championnat face au Casa Pia AC. Titulaire, il marque le but égalisateur de son équipe (1-1 score final).
Le 23 juillet 2024, Pedro Malheiro prend la direction de la Turquie afin de s'engager en faveur de Trabzonspor. Il signe un contrat courant jusqu'en juin 2028, avec une année supplémentaire en option.
Le 12 janvier 2025, Pedro Malheiro se fait remarquer en réalisant un triplé, le premier de sa carrière, contre Antalyaspor, en championnat. Titularisé au poste d'arrière droit, il participe à la victoire de son équipe par cinq buts à zéro,.
Le 10 juin 2025, il quitte Trabzonspor pour les Émirats arabes unis, en signant un contrat de quatre ans avec le Al-Wasl FC.

### En sélection
Le 18 novembre 2022, Pedro Malheiro joue son premier match avec l'équipe du Portugal espoirs, contre la Tchéquie. Il entre en jeu et son équipe s'impose par cinq buts à un.

## Palmarès
Trabzonspor
- Coupe de Turquie
  - Finaliste en 2025